# Кашкино (Кирилловский район)
Кашкино — деревня в Кирилловском районе Вологодской области.
Входит в состав Чарозерского сельского поселения, с точки зрения административно-территориального деления — в Коротецкий сельсовет.
Расстояние до районного центра Кириллова по автодороге — 74,2 км, до центра муниципального образования Чарозера по прямой — 20 км. Ближайшие населённые пункты — Осиевская, Тихонино, Горка-2.
По переписи 2002 года население — 2 человека.